# Storia della neurologia
La neurologia è la branca della medicina che si occupa dello studio delle malattie del sistema nervoso centrale e periferico.
Gli attuali traguardi raggiunti nella diagnosi e nella cura delle patologie nervose sono tuttavia il risultato di un percorso travagliato durato migliaia di anni.
Nell'antichità dominava infatti una visione teurgica della medicina, che attribuiva la malattia a cause divine.
È nell'antica Grecia che questa impostazione verrà scardinata a favore dell'affermazione della causalità naturale delle malattie.
Ad ogni modo sarà necessario attendere il trascorrere di molti secoli prima che le conoscenze sul sistema nervoso risultino abbastanza esaurienti da fornire adeguate soluzioni in ambito terapeutico.
Partendo dal Medioevo, quando il rinnovato interesse per lo studio anatomico del corpo permette le prime importanti acquisizioni scientifiche, passiamo così per l'età moderna, dove la comprensione della fisiologia e della patologia del sistema nervoso unita ad una sempre maggiore pratica sperimentale porta a numerose ed importanti scoperte.
Arriviamo, infine, ai giorni nostri, dove lo sviluppo della tecnologia biomedica ha consentito l'ingresso di innovativi strumenti di diagnosi clinica che permettono una sempre più efficace risposta terapeutica.

## Gli Antichi
I dati ottenuti dallo studio su reperti ossei tramite indagini paleopatologiche evidenziano una pratica di particolare interesse adoperata fin dall'antichità: la trapanazione del cranio.
I primi tentativi risalgono al Mesolitico, intorno al 10000 a.C.
Circa la metà dei crani esaminati mostra segni di ricrescita ossea, che attestano la sopravvivenza della persona sottoposta all'operazione.
Tale intervento era motivato probabilmente dall'osservazione di un miglioramento delle condizioni di salute in seguito al sollevamento dei frammenti di una frattura cranica, o ancora per consentire, secondo le teorie animistiche, la fuoriuscita del “demone” causa della malattia.

### Egitto

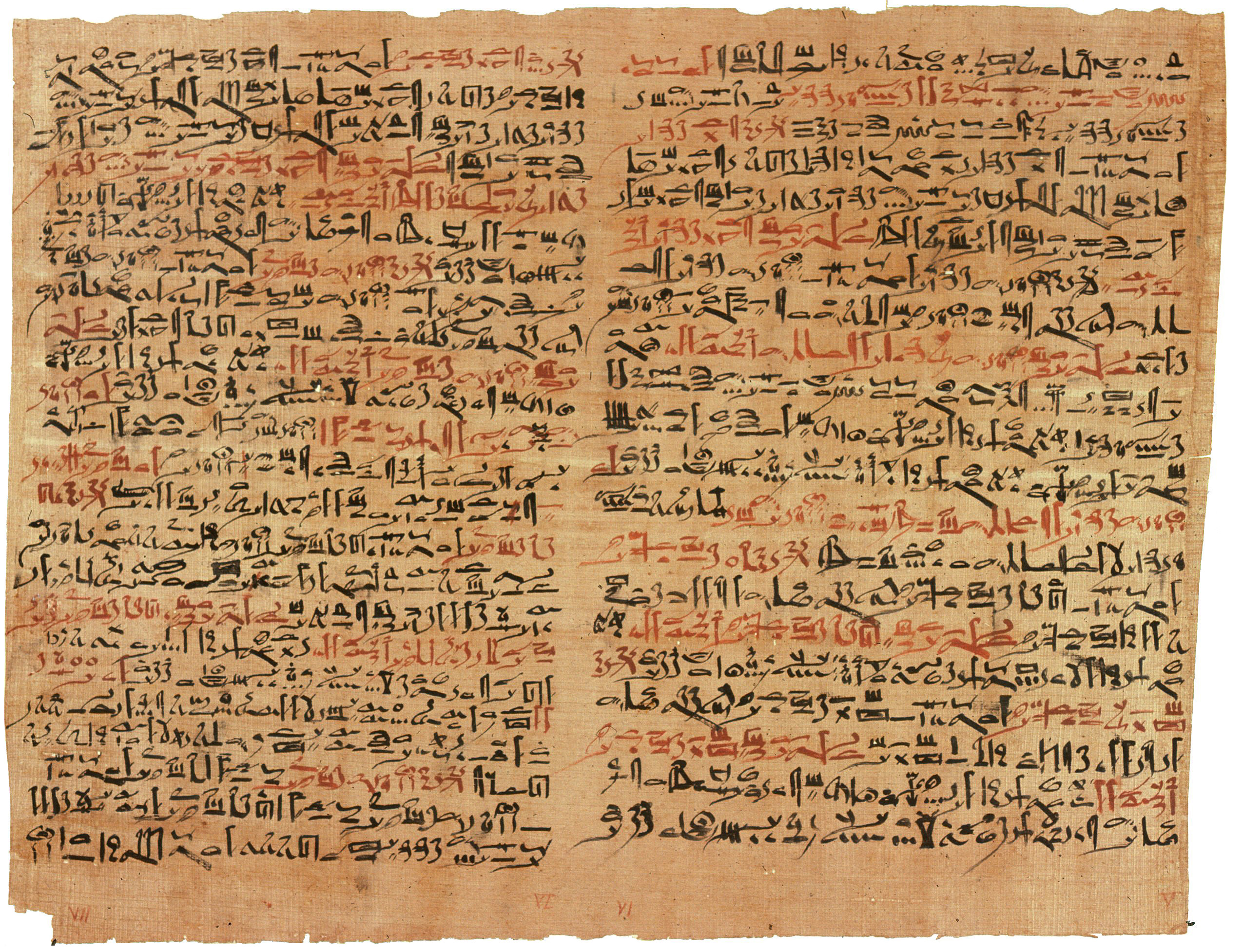
Papiro di Edwin Smith

Nel papiro egizio di Edwin Smith, copia del 1700 a.C. di uno scritto risalente circa al 3500 a.C., vengono descritti 48 casi clinici con le relative indicazioni terapeutiche. Il testo contiene i più antichi riferimenti alle funzioni e alle malattie del sistema nervoso, tramite alcune brevi descrizioni di traumi cranici e delle relative complicazioni, come in questo passo che sembra riferirsi a un caso di afasia:
(Papiro Edwin Smith)
La civiltà egizia tuttavia non acquisì informazioni anatomiche di rilievo sul sistema nervoso, dal momento che l'asportazione del cervello per permettere l'imbalsamazione avveniva tramite l'inserimento di uncini attraverso le cavità nasali.

### Grecia
È grazie all'interesse naturalistico dell'antica Grecia che avviene il passaggio dalla medicina teurgica, che attribuiva alla malattia cause divine, all'affermazione dell'origine naturale e razionale delle malattie.

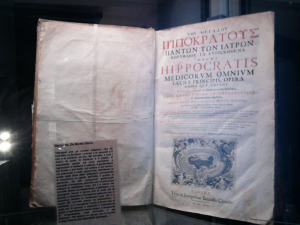
Il morbo sacro di Ippocrate

Tuttavia il punto di svolta fu rappresentato da Ippocrate di Coo, che staccò definitivamente la disciplina medica dalla visione magica e religiosa dominante fino a quel periodo.
La sua opera Il morbo sacro riveste un interesse notevole sia dal punto di vista storico, in quanto rappresenta la prima descrizione pervenutaci dell'epilessia, sia sul piano del pensiero scientifico, poiché viene affermata la causalità naturale e razionale delle malattie.
Dal seguente estratto possiamo cogliere la novità del messaggio ippocratico:
(Ippocrate di Coo, Il morbo sacro)
La descrizione clinica della crisi risulta altrettanto accurata:
(Ippocrate di Coo, Il morbo sacro)
Quest'opera dunque contiene già una soddisfacente descrizione della crisi epilettica (interpretata secondo la teoria umorale) sotto gli aspetti eziologici e fisiopatogenetici ed afferma rigorosamente la causalità naturale dell'epilessia come delle altre malattie.
Poco tempo dopo Erofilo di Calcedonia distingue i nervi in sensitivi e motori, descrive i ventricoli cerebrali e la confluenza dei seni venosi durali. Nello stesso periodo il contemporaneo Erasistrato (con cui Erofilo fonda la scuola medica d'Alessandria d'Egitto) situa la sede del pensiero nella porzioni inferiore del quarto ventricolo, che chiama "calamus scriptorius”.

### Roma
Nel periodo romano Areteo di Cappadocia (II sec. d.C.) descrive accuratamente diverse malattie neurologiche, tra cui l'epilessia, la paralisi, la vertigine e la cefalea.
In seguito Galeno apporta importanti contributi neurologici, specialmente nelle opere De usu partium corporis humani libri XVII e De anatomicis administrationibus libri XV.
Galeno descrive sette paia di nervi cranici, dimenticando il nervo trocleare e considerando il nervo olfattivo un'estroflessione del tessuto cerebrale.
Risulta inoltre molto accurata la sua descrizione dell'apoplessia, che distingue in quattro varietà, e introduce il termine emicrania per evidenziare l'unilateralità di questa forma di cefalea.

## Dal Rinascimento al XVIII secolo

### XIV– XVI secolo
Durante il Trecento si afferma un rinnovato interesse per la pratica della dissezione del corpo umano, nonostante il sapere venga spesso trasmesso in maniera acritica, influenzato dalle teorie degli autori classici.
Berengario da Carpi, nella sua opera Isagogae breves (1523), fornisce quella che è storicamente considerata come la prima rappresentazione dell'encefalo caratterizzata da una sufficiente accuratezza. È inoltre il primo anatomista a negare l'esistenza della struttura nota come "rete mirabile", cardine della fisiologia di Galeno.

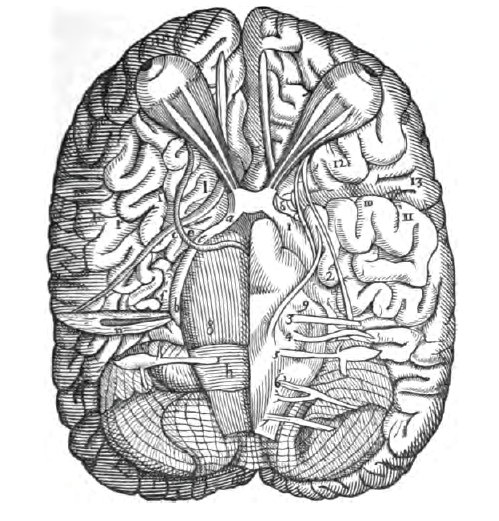
Illustrazione dal De nervis opticis di Costanzo Varolio

Secondo Galeno infatti lo “spirito vitale”, portato alla base del cervello dalle arterie carotidi, si dirama in un intricato reticolo vasale – la rete mirabile, appunto – trasformandosi in “spirito animale” che, distribuendosi lungo i nervi periferici cavi, dota il corpo di sensibilità e movimento. Questa formazione anatomica tuttavia, ben evidente in alcuni animali, è del tutto assente nell'uomo e costituisce una prova di come l'osservazione di Galeno si basasse anche sullo studio di specie animali inferiori.
Un primo, timido distacco dalla tradizione galenica si ebbe grazie all'opera di Andrea Vesalio, medico personale dell'imperatore Carlo V, considerato il fondatore dell'anatomia moderna.
Nel suo capolavoro, il trattato di anatomia De humani corporis fabrica (1543), Vesalio afferma:
(Andrea Vesalio, De humani corporis fabrica)
Vesalio respinge anche altri aspetti della neurologia galenica, tra cui il fatto che i nervi siano cavi. A proposito del nervo ottico, egli asserisce:
(Andrea Vesalio, De humani corporis fabrica)
Al di là del puro aspetto informativo, la negazione della visione galenica fu il punto di svolta che aprirà la strada verso una completa revisione del sapere medico, che da secoli ristagnava intorno alla tradizione classica.
Nel settimo libro della Fabrica, infine, troviamo per la prima volta rappresentate nei dettagli numerose strutture come il nucleo caudato, il talamo, i plessi coroidei e vi è una chiara distinzione tra sostanza grigia e sostanza bianca.
Costanzo Varolio, professore di Anatomia a Bologna, raffigura per la prima volta il ponte nell'opera De nervis opticis (1573), mentre le raffinate incisioni in rame del sistema nervoso dell'anatomista Bartolomeo Eustachi saranno riscoperte solo nel XVIII secolo.

### XVII secolo

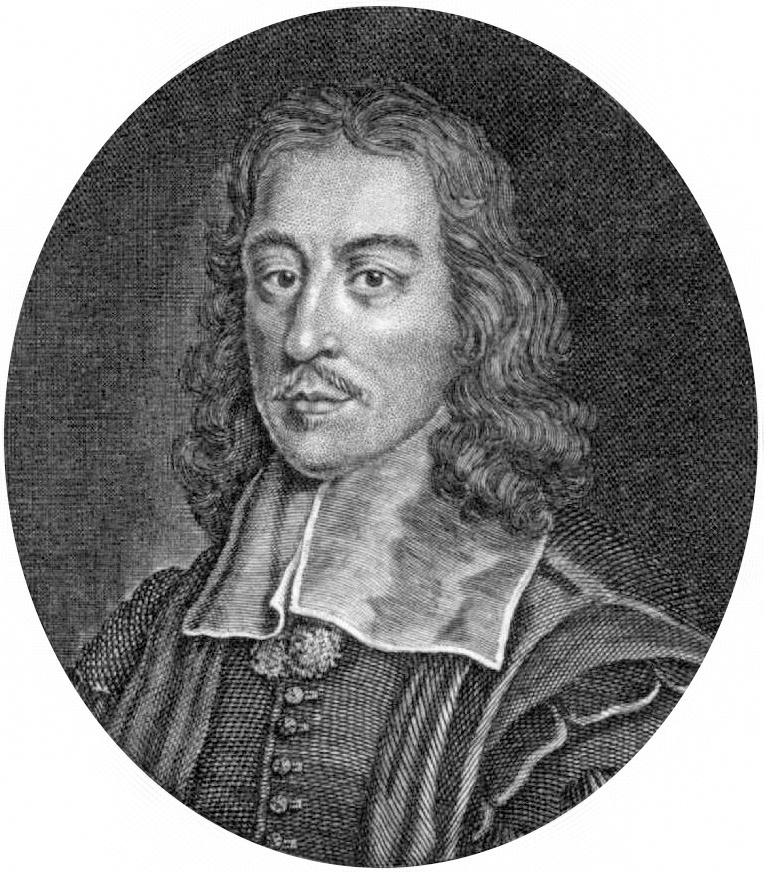
Thomas Willis

Il Seicento vede gli albori della fisiologia. Dal punto di vista delle patologie nervose, importanti apporti si hanno dagli studi di Jacob Kepfer sull'emorragia cerebrale e di Thomas Sydenham sulla chorea minor.
L'anatomista italiano Gabriele Falloppio descrive le anastomosi dei grossi vasi alla base dell'encefalo e migliora la conoscenza di alcuni nervi cranici (trocleare, abducente, trigemino, glossofaringeo).
Uno dei contributi di maggior rilievo durante questo periodo è dato da Thomas Willis, professore a Oxford, che nella sua opera Cerebri anatome (1664), fornisce una dettagliata e completa descrizione del sistema nervoso.
Willis classifica i nervi cranici in dieci paia, descrive l'accessorio spinale (ricordato in suo onore come accessorius Willisii), e fornisce una descrizione accurata delle anastomosi presenti in corrispondenza della base cranica, che formano il circolo anastomotico di Willis.
Aspetto fondamentale di questi studi è la comprensione del significato funzionale della morfologia dei grandi vasi posti alla base dell'encefalo.
Willis infatti, tramite esperimenti sui cani, riconosce l'importanza dal punto di vista fisiopatologico di queste formazioni, che sono in grado di consentire un compenso ematico nel caso in cui le vie di comunicazioni principali risultino ostruite.
Inoltre nella sua opera Cerebri anatome del 1664 conia il termine neurologia per indicare la disciplina che studia il sistema nervoso e fornisce la prima descrizione della miastenia grave.
Durante il XVII secolo vi sono i primi tentativi di indagine microscopica del tessuto nervoso.
La tecnologia del tempo risulta però insufficiente e questo spiega alcune cattive interpretazioni, come quella dell'anatomista olandese Frederik Ruysch, secondo il quale la corteccia cerebrale era costituita da piccolissimi vasi sanguigni.
Risultati migliori furono conseguiti nel secolo successivo quando Felice Fontana, nel suo Traitè sur le venin de la vipere (1781), descrive il tronco encefalico come un fascio costituito da piccoli cilindri, avvalorando l'ipotesi sostenuta da Van Leeuwenhoek già nel 1717.

### XVIII secolo
Il diciottesimo secolo inizia con la prima osservazione dell'incrocio bulbare delle vie piramidali (decussatio piramidum), osservato nel 1709 da Domenico Mistichelli e descritto dettagliatamente l'anno successivo da Francois Pourfour da Petit.
Nel campo della neurofisiologia il principale esponente è Albrecht von Haller, autore degli Elementa physiologicae corporis humani.
Von Haller distingue l'irritabilità (o contrattilità), proprietà comune a diversi tessuti, dalla sensibilità, caratteristica esclusiva del tessuto nervoso.
Questi concetti, che non presentano riferimento alcuno agli spiriti galenici, costituiscono l'inizio della moderna fisiologia del sistema nervoso.

Emergenza dei nervi cranici

Il fenomeno dell'azione riflessa, già indagata da Cartesio che ne aveva fornito un'interpretazione in chiave meccanicistica, viene approfondito dagli esperimenti di Robert Whytt.
Whytt descrive il riflesso pupillare alla luce e opera una netta distinzione tra azioni involontarie e volontarie.
In particolare, tramite esperimenti sulla rana, dimostra che il riflesso è causato da connessioni nervose che non si realizzano nell'encefalo ma all'interno del midollo spinale.
Verso la fine del secolo nasce l'elettrofisiologia.
Osservando la capacità di alcune specie di pesci, come le torpedini, di produrre una scossa elettrica, ci si interroga se anche il cervello sia caratterizzato da attività elettrica.
È Luigi Galvani che riesce a dimostrare, tramite una serie di esperimenti sulla rana, la presenza di attività elettrica nel cervello, negando definitivamente l'antica ipotesi secondo la quale l'energia necessaria per l'attivazione e il funzionamento del sistema nervoso risiedeva nello “spirito animale".
Sul versante della neuropatologia è di fondamentale importanza l'adozione del metodo anatomo-clinico nello studio della malattie, propugnato fortemente dall'opera di Giovanni Battista Morgagni.
Tra le sue numerose e dettagliate osservazione si ricordano una serie di importanti studi su l'idrocefalo, i tumori e la paralisi cerebrale.
In ambito clinico, William Cullen sostiene come la malattia manifesti un disturbo del sistema nervoso collegato ad un eccesso e ad una carenza della sua attività.
Cullen respinge definitivamente la teoria umorale e distingue le malattie tra affezioni spastiche e adinamiche, dovute all'eccessiva o carente attività nervosa.
Nel 1764 Domenico Cotugno, durante le sue ricerche sulla sciatica, fornisce un'accurata descrizione del fluido cerebrospinale, dimostrando l'esistenza di un liquido che occupa i ventricoli, riempie le cisterne della base, ricopre gli spazi della volta e quelli perimidollari senza soluzione di continuità.
Infine Samuel Sommerring, nel 1788, elabora una classificazione dei nervi cranici, tuttora accettata, in dodici paia, descrivendo separatamente i nervi facciale, acustico, glossofaringeo, vago e accessorio.

## Gli sviluppi tra XIX e XX secolo

### Il XIX secolo

Struttura di un neurone

Nel corso del XIX secolo si acquisiscono importanti conoscenze in campo neurologico, grazie all'applicazione del metodo neuropatologico e al tramonto definitivo dell'umoralismo.
Luigi Rolando, nel suo Saggio sopra la vera struttura del cervello dell'uomo e degli animali (1809), fornisce un'accurata descrizione delle circonvoluzioni e della scissura cerebrale.
In campo neurofisiologico, Charles Bell compie importanti studi sulla funzione motoria delle radici anteriori, continuati in seguito da François Magendie che identifica invece la funzione sensitiva delle radici posteriori (vedi Legge di Bell-Magendie).
Franz Gall e Johann Spurzheim dimostrano che la sostanza bianca è costituita da fibre nervose e ipotizzano l'esistenza di differenti aree nel cervello specializzate in determinate funzioni.
Queste idee tuttavia danno origine inizialmente a una serie di teorie frenologiche basate sull'analisi della conformazione del cranio.
Sarà il chirurgo Paul Broca, nel 1861, a localizzare il centro motorio del linguaggio nella terza circonvoluzione frontale sinistra (area di Broca).
Nel 1874 il medico tedesco Carl Wernicke descrive l'afasia sensoriale, mentre John Jackson elabora la teoria dell'esistenza di una gerarchia di livelli funzionali nel sistema nervoso.
Nel campo della neuroistologia i progressi nella costruzione del microscopio permettono a Theodor Schwann di individuare, nel 1838, la guaina mielinica che riveste le cellule nervose.
Camillo Golgi, professore dell'Università di Pavia, introduce invece il metodo di colorazione mediante impregnazione argentica, che consente di visualizzare delle nitide immagini del neurone.
Verso la metà del secolo si accende una interessante controversia tra gli studiosi, riguardante la struttura del sistema nervoso.
Da una parte Joseph von Gerlach sostiene la teoria reticolare o del sincizio continuo, secondo la quale le cellule nervose sono interconnesse in modo da formare una sorta di reticolo diffuso. Questa teoria, suffragata anche dallo stesso Golgi, si scontra con il concetto di autonomia delle singole cellule nervose, sostenuto da Heinrich Waldeyer. Waldeyer descrive dettagliatamente l'unità strutturale del sistema nervoso, da lui denominata neurone, come un corpo cellulare costituito da una porzione afferente, i dendriti, e una porzione efferente, l'assone. La diatriba si risolverà in favore della teoria di Waldeyer, grazie alla dimostrazione istologica dello spagnolo Santiago Ramón y Cajal.
Dal punto di vista della clinica, vi sono importanti acquisizioni in campo neurologico grazie ad una maggiore sistematicità nello studio del paziente, che portano conseguentemente ad una maggiore sistematicità nella saggistica medica.
Nel 1817 James Parkinson fornisce la prima accurata descrizione della malattia che da lui prende il nome, la malattia di Parkinson, nel suo trattato Essay on the shaking palsy. Nel 1820, invece, John Cooke, pubblica A treatise on nervous diseases, il primo trattato dedicato esclusivamente alla neurologia clinica. In Inghilterra, poco tempo dopo, William Richard Gowers pubblica il trattato A manual of diseases of the nervous sytem che descrive con completezza la patologie del sistema nervoso. Nello stesso periodo nasce Brain, la prima rivista specialistica di neurologia.

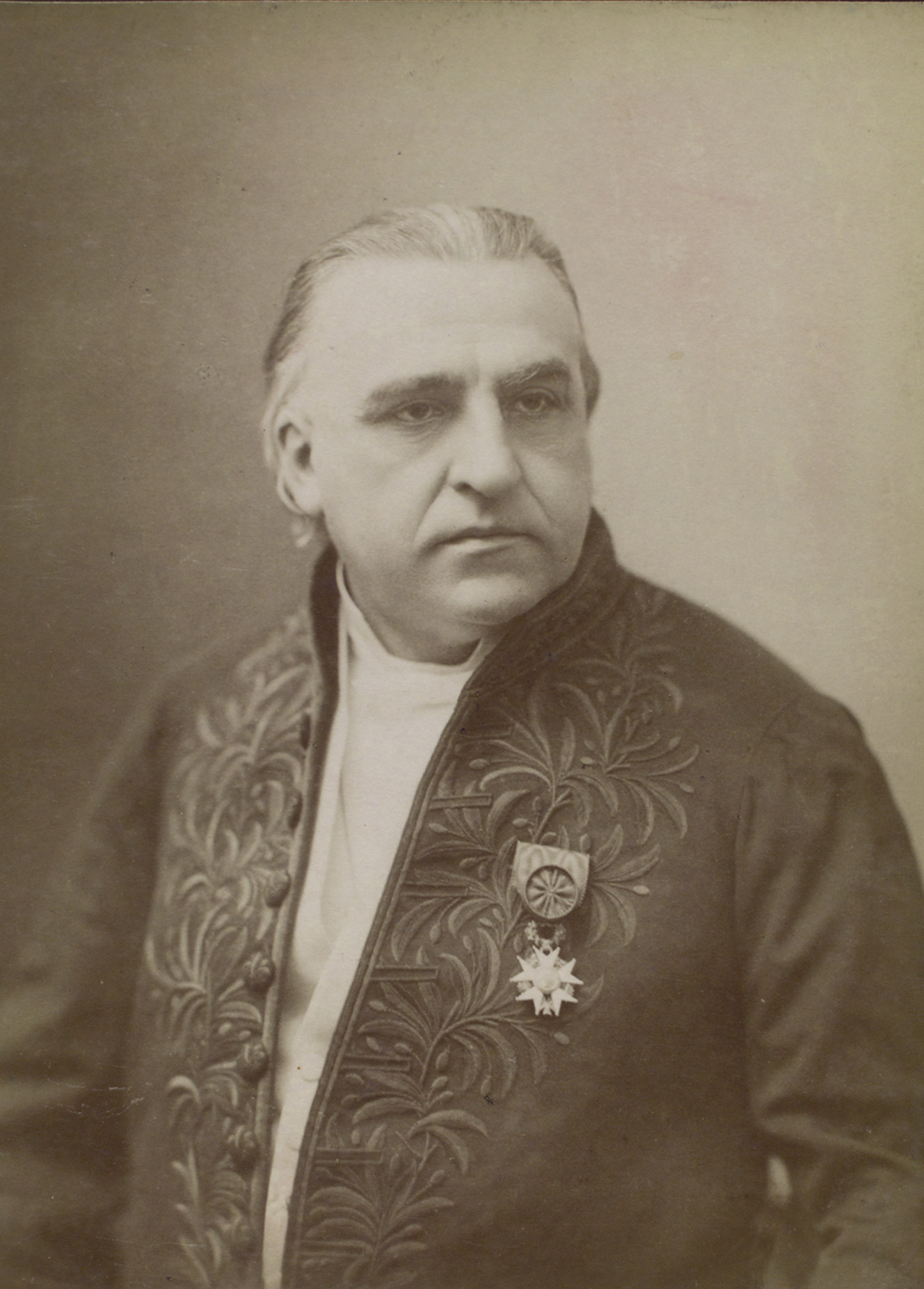
Jean-Martin Charcot

Nella scuola francese spiccano i nomi di Guillame Duchenne e di Jean-Martin Charcot, il padre della neurologia .
Il primo descrive la paralisi labio-glosso-faringea (1860) e la distrofia muscolare pseudoipertrofica (1862).
Charcot, probabilmente la personalità più rappresentativa tra i neurologi francesi, apporta vastissimi contributi: descrive le placche caratterizzanti la sclerosi multipla e la triade sintomatologica caratteristica di questa malattia (tremore, disartria, nistagmo), detta "triade di Charcot". Inoltre individua e studia la sclerosi laterale amiotrofica (SLA), chiamata per questo malattia di Charcot.
Tra gli allievi di Charcot ricordiamo in particolare Joseph Babinski, che nel 1896 riconosce la risposta patologica del riflesso plantare, ricordata in suo onore come segno di Babinski:
(Joseph Babinski)
Jules Dejerine, allievo di Vulpian, descrive invece la distrofia facio-scapolo-omerale e la polineuropatia progressiva interstiziale ipertrofica (1893).
Wilhelm Erb, professore di Heidelberg, introduce la stimolazione elettrica muscolare nella diagnostica clinica.
Otto Westphal descrive il riflesso rotuleo e identifica la pseudosclerosi. Herman Oppenheim fornisce per primo il quadro clinico della miotonia congenita. Alois Alzheimer invece riporta, insieme con l'allievo Gaetano Perusini, la prima descrizione clinica della demenza presenile.
Tra i contributi della scuola medica italiana si annoverano le ricerche sulla fisiopatologia del cervelletto da parte di Luigi Luciani e i miglioramenti in ambito semeiologico grazie agli studi di Giovanni Mingazzini. Ricordiamo in particolare il segno di Mingazzini, consistente «nell'abbassamento precoce di un arto inferiore di cui la gambia sia distesa e la coscia piegata», che caratterizza l'emiparesi organica.
Sul fronte della ricerca ricordiamo gli studi pionieristici di Paul Ehrlich sull'esistenza della barriera emato-encefalica.
I dati sperimentali raccolti in questo settore saranno adeguatamente interpretati già nel 1900 da Max Lewandosky, che identifica nei capillari cerebrali la principale sede anatomica della barriera. Questa soluzione fu tuttavia respinta per lungo tempo e confermata definitivamente solo verso la metà del Novecento, grazie all'impiego della microscopia elettronica.
Verso la fine dell'Ottocento si ottengono importanti contributi per lo sviluppo della neurofarmacologia, grazie alla ricerca sulle modalità di trasmissione dell'impulso nervoso. Charles Scott Sherrington conia il termine sinapsi e Otto Loewi insieme a Henry Hallett Dale identificano l'acetilcolina, il primo mediatore chimico dell'impulso nervoso scoperto, descrivendone il ruolo di neurotrasmettitore per la muscolatura volontaria.

### Il XX secolo

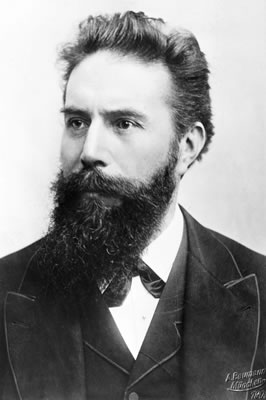
Wilhelm Roentgen

Il Ventesimo secolo vede l'entrata in campo di una nuova scoperta che influenzerà in maniera determinante molte discipline mediche: l'introduzione dei raggi X da parte di Wilhelm Roentgen nel 1896.
Grazie alle ricerche sulla trasmissione nervosa dell'impulso avvenute verso la fine dell'Ottocento (grazie agli studi di Dale, Loewi e Sherrington che saranno insigniti del premio Nobel) sorge una nuova branca, la neurofarmacologia, che con la sua rapida espansione renderà presto curabili numerose malattie neurologiche.
Un altro nuovo settore delle neuroscienze, inoltre, registra importanti sviluppi: la neurochimica.
Già agli inizi del Settecento Thomas Hensing descriveva nel cervello la presenza del fosforo e Louis Nicolas Vauquelin ottiene una grossolana estrazione dei lipidi cerebrali.
Nell'Ottocento Wilhelm Thudichum procede a una prima distinzione in fosfolipidi, sfingomielina e cerebrosidi e a cavallo tra Ottocento e Novecento vengono descritte le prime malattie da accumulo causate da errori congeniti nel metabolismo.
In campo diagnostico si ha un rapido evolvere della tecnologia terapeutica, specialmente nell'ambito dell'informatica.
Nel 1918 viene introdotta la pneumoencefalografia e un decennio dopo è il turno dell'elettroencefalografia e dell'angiografia cerebrale.
Nel 1972 entra in produzione la tomografia assiale computerizzata (TAC), sviluppata dall'ingegnere britannico Godfrey Hounsfield, e in tempi più recenti sarà introdotta la tomografia a emissione di fotone singolo (SPECT), la tomografia a emissione di positroni (PET) e la risonanza magnetica nucleare (RMN).
Lo sviluppo parallelo di queste branche ha permesso una serie di risposte diagnostiche e terapeutiche sempre più adeguate a problemi quali l'invecchiamento, la rigenerazione del tessuto cerebrale, la cura dell'epilessia e la cura della malattia di Parkinson.

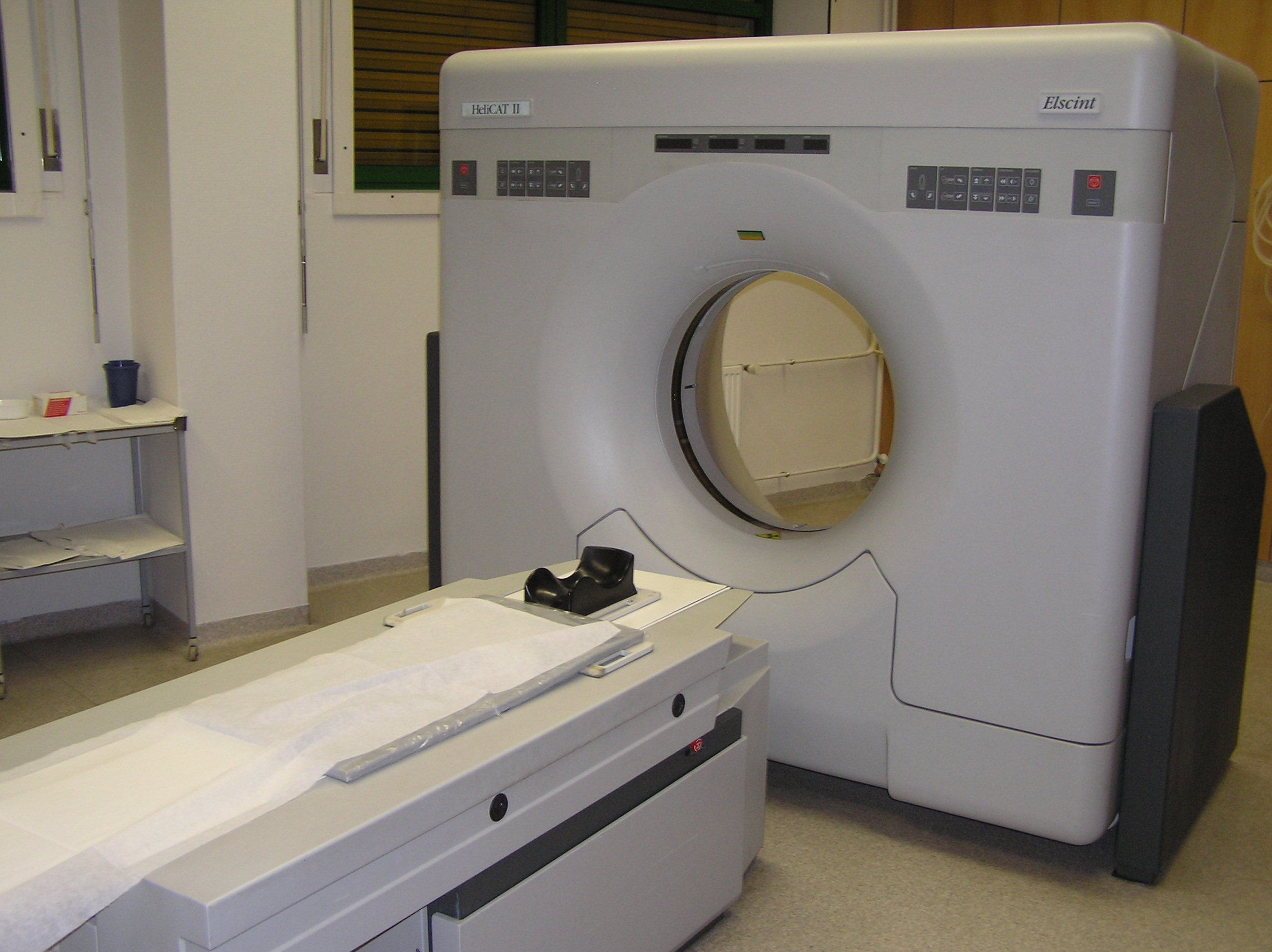
TAC

Oltre ai settori della diagnosi e della cura, si sviluppa sempre di più l'ambito della prevenzione delle malattie, sia per quanto riguarda le affezioni connesse a condizioni ambientali, sia per quanto concerne le malattie genetiche.
Negli anni cinquanta la scoperta e l'illustrazione del fattore di accrescimento della fibra nervosa NGF (struttura assonale), da parte della neurologa italiana Rita Levi-Montalcini, danno un ulteriore contributo allo sviluppo della neurologia del XX secolo.
Fino agli anni settanta in Italia la trattazione delle malattie del sistema nervoso includeva nell'unica disciplina della "neuropsichiatria" sia le patologie "organiche", sia le patologie della mente.
Il 29 aprile 1976 con la legge nº238, in Italia, si sancisce definitivamente la separazione della psichiatria dalla neurologia, sotto l'impulso dello psichiatra Carlo Lorenzo Cazzullo.
Le due branche sono oggi praticate separatamente, anche a causa della grande quantità di dati che sono stati accumulati negli ultimi 50 anni che rende difficile unificarle in un'unica disciplina.